# Nesle-l’Hôpital
Nesle-l’Hôpital település Franciaországban, Somme megyében. Lakosainak száma 172 fő (2022. január 1.). Nesle-l’Hôpital Blangy-sur-Bresle, Nesle-Normandeuse, Foucaucourt-Hors-Nesle, Neslette, Rambures és Senarpont községekkel határos.

## Népesség
A település népességének változása:
| Lakosok száma | 152  | 155  | 158  | 156  | 158  | 156  | 162  | 167  | 172  |
|               | 2013 | 2015 | 2016 | 2017 | 2018 | 2019 | 2020 | 2021 | 2022 |